# Pierre à image

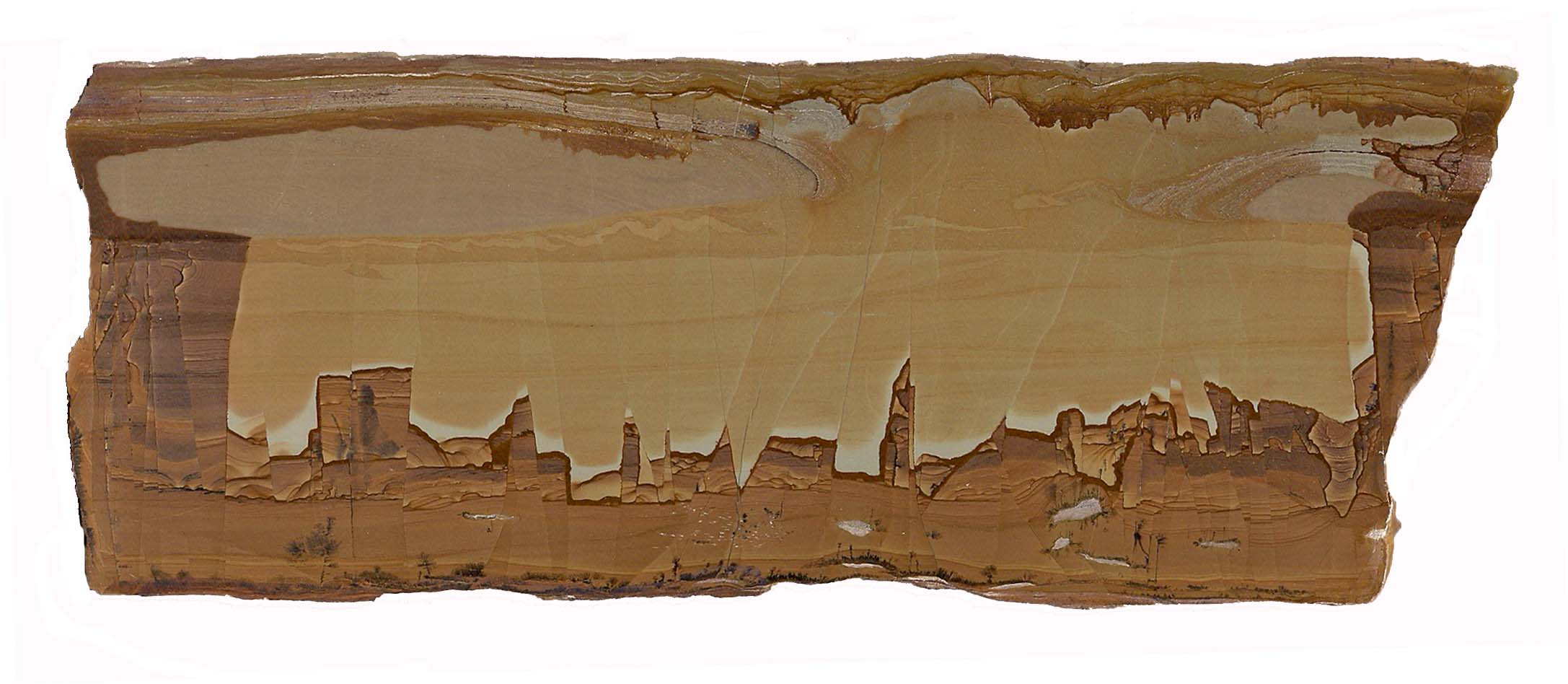
Une paésine de Toscane, l'un des types de pierres à image les plus connus.

Une pierre à image (« pierre imagée », « pierre figurée », « pierre graphique » ou « pierre de rêve » lorsqu'elle provient de Chine) est, selon l'écrivain français Roger Caillois, une pierre curieuse, non précieuse qui semble constituer une véritable œuvre d'art représentative ou abstraite. Les pierres à images proviennent de roches diverses.

## Les pierres à images
Parmi les pierres à images deux espèces de marbre ont particulièrement suscité la convoitise des collectionneurs. Elles furent de plus invoquées comme argument essentiel en faveur de la théorie des jeux de la nature (lusus naturae) contre l'interprétation scientifique des fossiles comme pétrifications d'anciens organismes vivants. Ces marbres semblaient en effet prouver que la fantaisie naturelle, créant ici des images de paysages de villes ou de campagnes, pouvait aussi bien produire ailleurs celles de fougères, de mollusques ou de poissons. Il faut attendre le milieu du XVIIIe siècle pour que soient entièrement distingués fossiles et pierres à images.
En 1733 le naturaliste allemand Franz Brückman les décrit dans De marmore variorum locorum in specie Florentino comme des « ruines faites de substances minérales fluides et diversement colorées, autrefois liquides et converties à la solidité du marbre par l'action d'un esprit coagulant et gorgonique ». 
En 1777 paraît en plusieurs volumes à Nuremberg, traduit de l'allemand, le Recueil des Monuments des catastrophes que le globe terrestre a essuyées, contenant des pétrifications et d'autres pierres curieuses dessinées, gravées et enluminées d'après les originaux, commencé par Georges Wolfgang Knorr, continué par Jean Ernest Emmanuel Walch. L'ouvrage qui prend fermement position contre la doctrine des fantaisies de la nature contient une description des pierres-aux-masures ou marbres-ruines. Cette espèce de pierre « représente les masures des villes, des tours, des pyramides tombées en ruine, des murailles et des maisons écroulées », écrit l'auteur, précisant que les Italiens lui donnent le nom de pietra cittadina.

## Paésine ou pierres-aux-masures

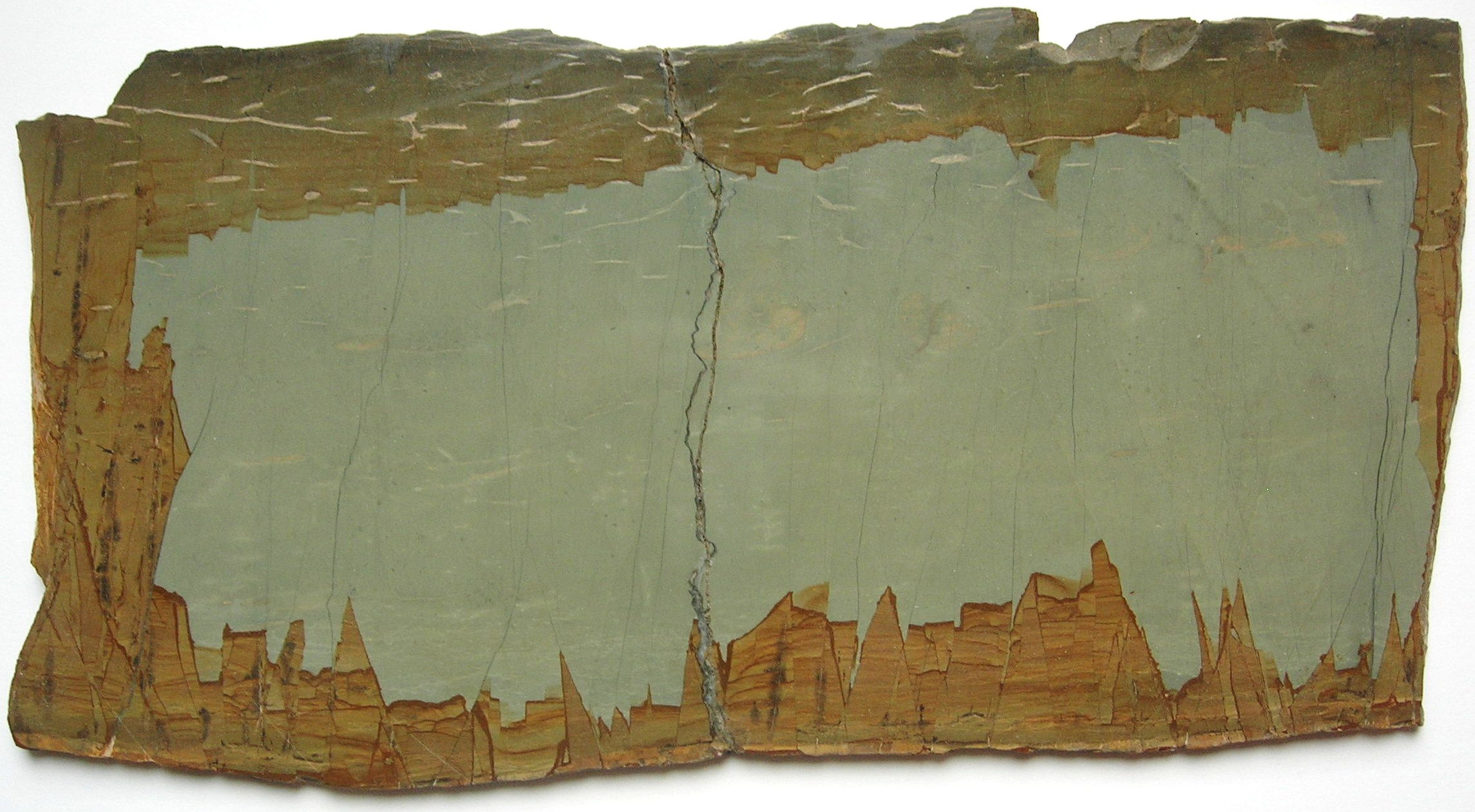
Paésina (Toscane), L:22 cm.

La première espèce des pierres imagées  est celle des « paesine » (mot pluriel italien, « paesina » au singulier, proche de « paesaggio », paysage) ou « pierres-aux-masures » ou « pierres-paysages », appelées encore « marbres-ruines », « marbres de Toscane » ou « marbres de Florence », provenant de gisements de la région de Florence. La paésine, variété de calcaire marneux de l'Éocène (début du Tertiaire), a été formée à la suite de la sédimentation, puis des mouvements de tectonique qui a fractionné les couches ou strates (de quelques centimètres à 2 mètres) lors de la création des Apennins, de l'apport d'oxydes (fer ou manganèse) par infiltration d'une eau riche en sels minéraux, puis à la cicatrisation des failles par la cristallisation de calcite. 
Sciées et polies, les tranches successives présentant des dessins différents pour chaque coupe, les paésine évoquent des paysages ruiniformes. Les verts, bleus ou gris suggèrent le ciel et la mer, les veines brunes des maisons, des châteaux, tours, donjons et remparts, des églises et des villages en ruine ou des rivages, falaises et grottes. Les plus grandes peuvent mesurer près d'un mètre de longueur sur vingt centimètres de hauteur. 

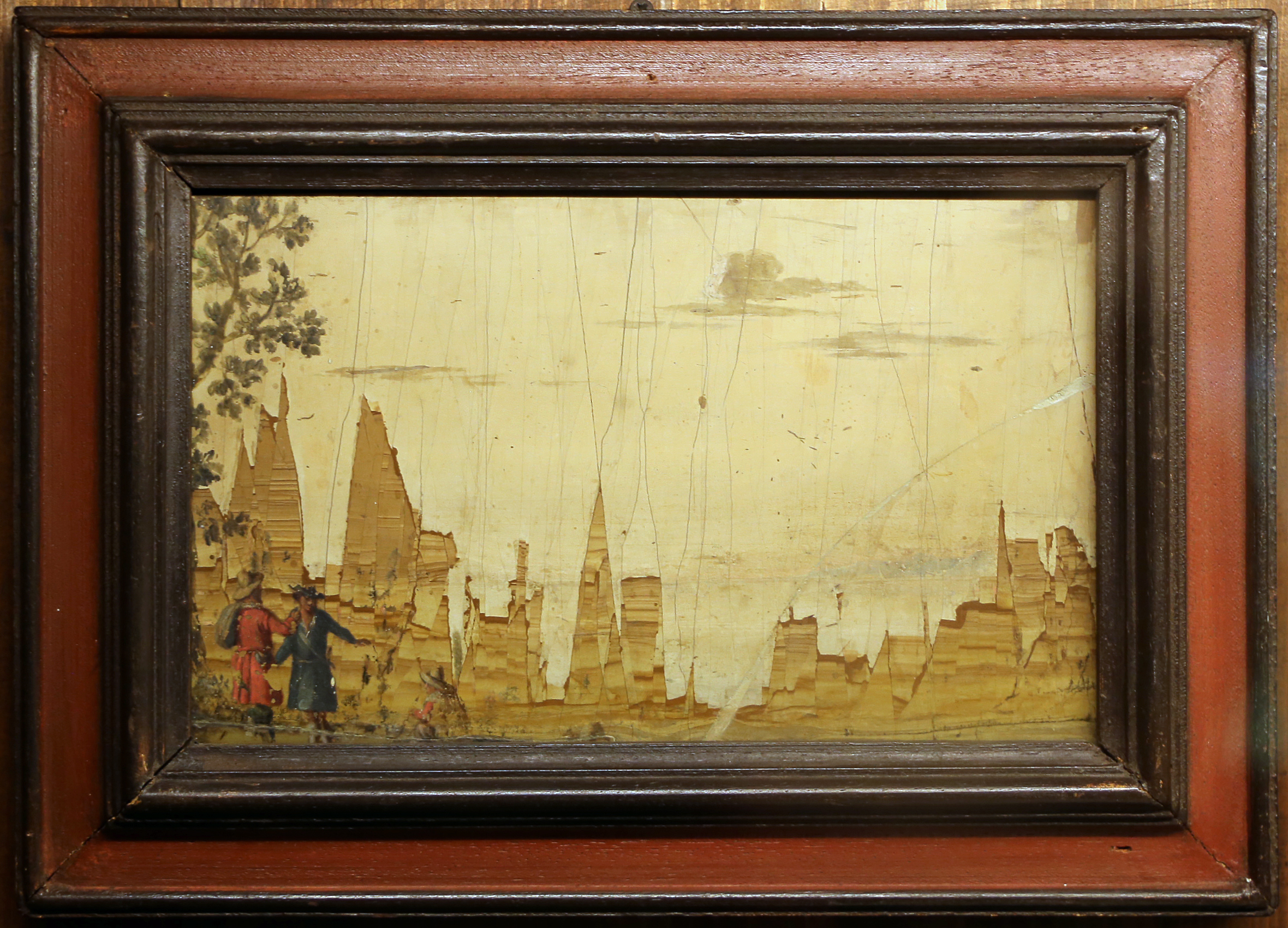
Paésine avec des personnages peints (Toscane, XVIIe siècle).

Les paésine, déjà connues de Pline l’Ancien, suscitent à la Renaissance l’intérêt des amateurs de cabinets de curiosités. Les Médicis en font faire par les artisans florentins des inclusions dans des marqueteries de pierres. Aux XVIe et XVIIe siècles, les marbres de Florence font l'objet d'un important commerce. Rodolphe II de Habsbourg (1552-1612) possède dans sa résidence de Prague une « armoire à merveilles » ornée de ces pierres. En 1617 Philipp Hainhofer, marchand d'Augsbourg spécialisé dans ce commerce, en fournit à Philippe II, duc de Poméranie, en 1632 à Gustave-Adolphe de Suède. 
Aux XVIIe et XVIIIe siècles, les paésine, leurs décors fantastiques constituant les fonds, sont parfois peintes de petits personnages ou de scènes religieuses et mythologiques. Ainsi le peintre flamand Matieu Dubus (1590-1665) réalise-t-il sur pierre à La Haye La destruction de Sodome et Gomorrhe. Le peintre « admet implicitement que la nature, avec ou sans la collaboration d'un artiste, peut produire des dispositions de formes et de couleurs recevables comme œuvre d'art ». 
Au XIXe siècle, Louis II de Bavière collectionne les paésine pour son cabinet de curiosité. Au XXe siècle, elles intéressent les surréalistes, notamment André Breton et Roger Caillois, mais aussi l'architecte Fernand Pouillon.

## Les marbres-paysages

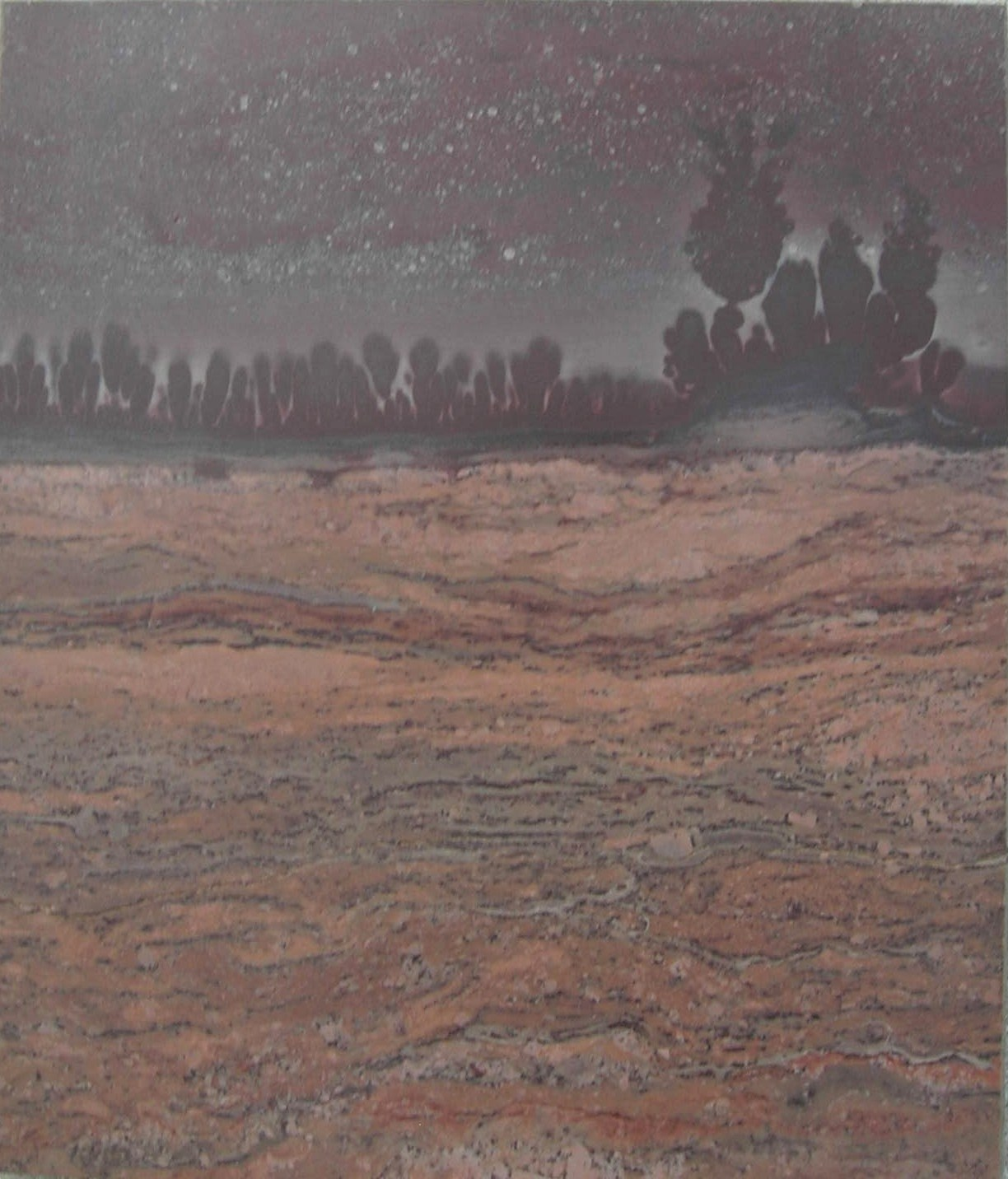
Marbre de Bristol.

Une seconde variété de pierres à images est celle des « marbres-paysages » d'une carrière, depuis longtemps comblée, des alentours de Catham, dans le Gloucestershire. Ils évoquent des haies d'arbres sous un ciel cendré.

## Pierres asiatiques
En Chine ces pierres sont nommées « Gongshi » ou « guai shi » (pierres fantastiques ou étranges) ou « shang-sek » , « suiseki » au Japon (sui signifiant eau et seki pierres), en Corée « useok » (pierre éternelle). Les formes ou les graphismes de ces pierres évoquent des paysages, des animaux ou des figures humaines.
Les plaques de marbre des « pierres de rêve » chinoises peuvent suggérer des ravins et des étangs, des escarpements et des berges. Elles sont parfois signées, portant également un court poème qui traduit l'impression dégagée par le paysage. Reconnues depuis le XVIIe siècle, les « pierres de rêve » chinoises ont été mises à l'honneur par le savant confucéen Ruan Yuan (1764-1849), fonctionnaire des Qing au Yunnan, qui y ajoute des cartouches peints et les encadre. Toujours exploitées au Yunnan dans la région de Dali, des « pierres de rêve » récentes, plus petites, sont parfois vendues dans des magasins d'exportation.
Les pierres à paysages du Japon (sansui kei-seki), non retouchées, présentent des formes de montagnes (yama-gata-ishi), de cascades (taki-ishi), de rivières et torrents (keiryu-seki), de collines (dan-seki), d'îles (shimagata-ishi), de plages (isogata-ishi), de côtes rocheuses (iwagata-ishi), de lacs de montagne (mizutamari-ishi), de grottes (dokutsu-ishi), de refuges (yadori) ou de tunnels (domon-ishi).
D'autres pierres (keisho-seki) suggèrent des objets, des animaux ou des formes humaines. Les objets peuvent être des ponts (hasi-ishi), des maisons (yagata-ishi) ou des barques (funagataa-ishi). Les formes animales (dobutsu-seki) sont celles de poissons (uogata-ishi) ou d'oiseaux (torigata-ishi). On rencontre aussi des pierres en forme d'insectes (mushigata-ishi) ou d'humains (sugata-ishi).

## Septaria

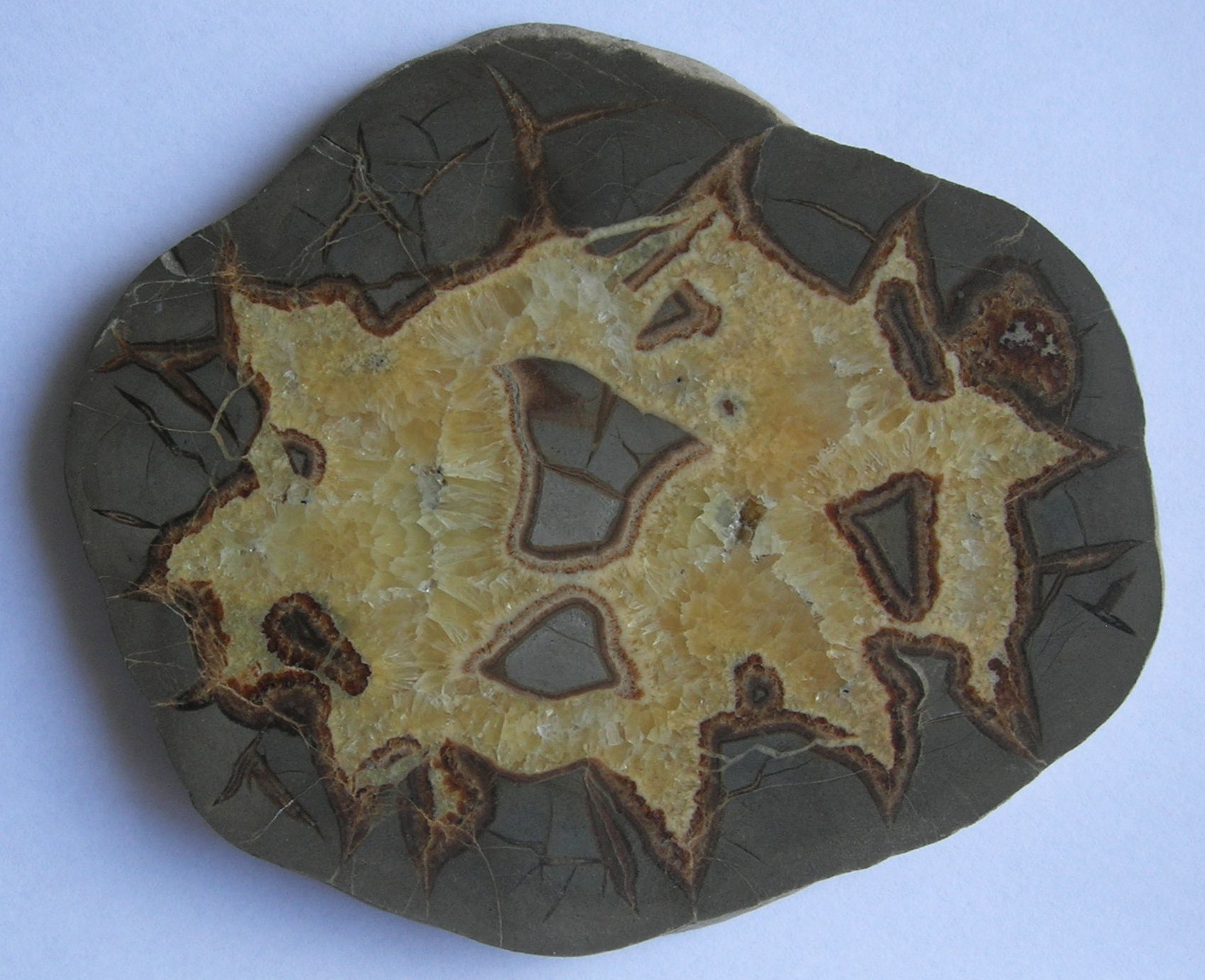
Septaria

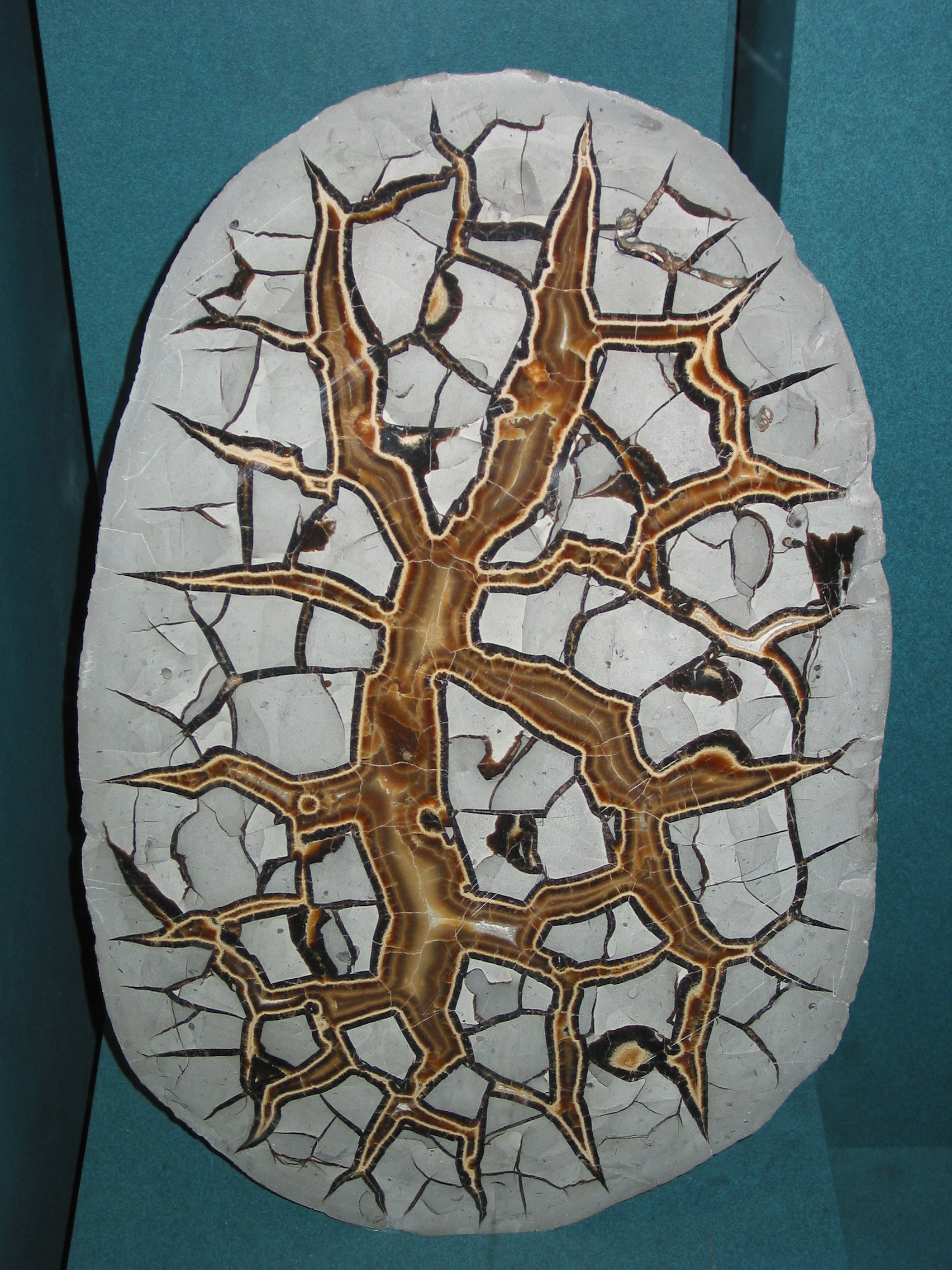
Septaria

Les septaria sont des nodules siliceux, ronds ou de formes allongées, constellés d'infiltrations de calcite. Très variées, elles ne correspondent pas à une espèce minérale mais à une structure commune à plusieurs. On les rencontre en Espagne, au Dakota, en Allemagne, dans la Bohême du nord. Elles ne présentent jamais le même dessin et ne peuvent être classées en famille. Pour un même nodule le dessin varie selon l'axe de coupe. 
« Les dessins des septaria constituent des équilibres strictement plastiques (...). Si, au temps de la peinture figurative, des amateurs ont encadré des marbres-ruines et des marbres-paysages pour en faire les pendants des tableaux authentiques, aujourd'hui ce sont assurément les septaria qu'il leur conviendrait d'élire dans le répertoire des formes naturelles pour les mettre en regard de maintes démarches de l'art contemporain », observe Roger Caillois.
Les septaria peuvent cependant constituer des « pierres à figures », leurs formes évoquant alors des animaux, des personnages, des visages ou des masques.

## Jaspesetagates
Pline l'Ancien fait allusion dans son Histoire naturelle à l'agate de Pyrrhus qui, disait-on, représentait naturellement Apollon jouant de la lyre et les neuf Muses.
En Chine un ouvrage de Li-che-tchen, compilé au XVIe siècle, mentionne que les plus précieuses des agates (ma-nao) présentent des figures d'hommes, d'animaux ou d'objets. Jérôme Cardan tente au milieu du XVIe siècle d'expliquer rationnellement ce phénomène : un artiste aurait d'abord peint la scène sur un marbre qui aurait été ensuite enfoui « au lieu où les pierres agates sont engendrées, ce qui fut cause que le marbre se convertit en agate » mais en 1629 Jacques Gaffarel estime que seule la nature en est l'auteur.
Dans le Museum Mettalicum publié par Bartolomeo Ambrosini en 1648, Ulysse Aldrovandi classe ces pierres d'après les figures qu'elles semblent présenter : sujets religieux, cours d'eau, forêts, visages, chiens, poissons, dragons... Athanase Kircher utilise en 1664 sa documentation dans son Mundus Subterraneus, édité à Amsterdam : « les dessins et mes méandres de l'albâtre et de l'agate, des jaspes et des marbres sont interprétés comme des oiseaux, des tortues ou des écrevisses, des villes, des rivières et des forêts, des crucifix, des évêques, des têtes de mort, des Infidèles à turbans ». La mystérieuse propriété de la pierre qui lui permet de former ces images est alors appelée « puissance minérale formative des pierres » ou gamahés (vis mineralis lapidum formativa) par Albert le Grand, « esprit plastique architectonique » (spiritus plasticus architectonicus) par Athanase Kircher, « puissance séminale lithogène » (vis seminalis lapidifica) par Gassendi.
Certaines de ces jaspes proviennent de Madagascar ou de l'Oregon.

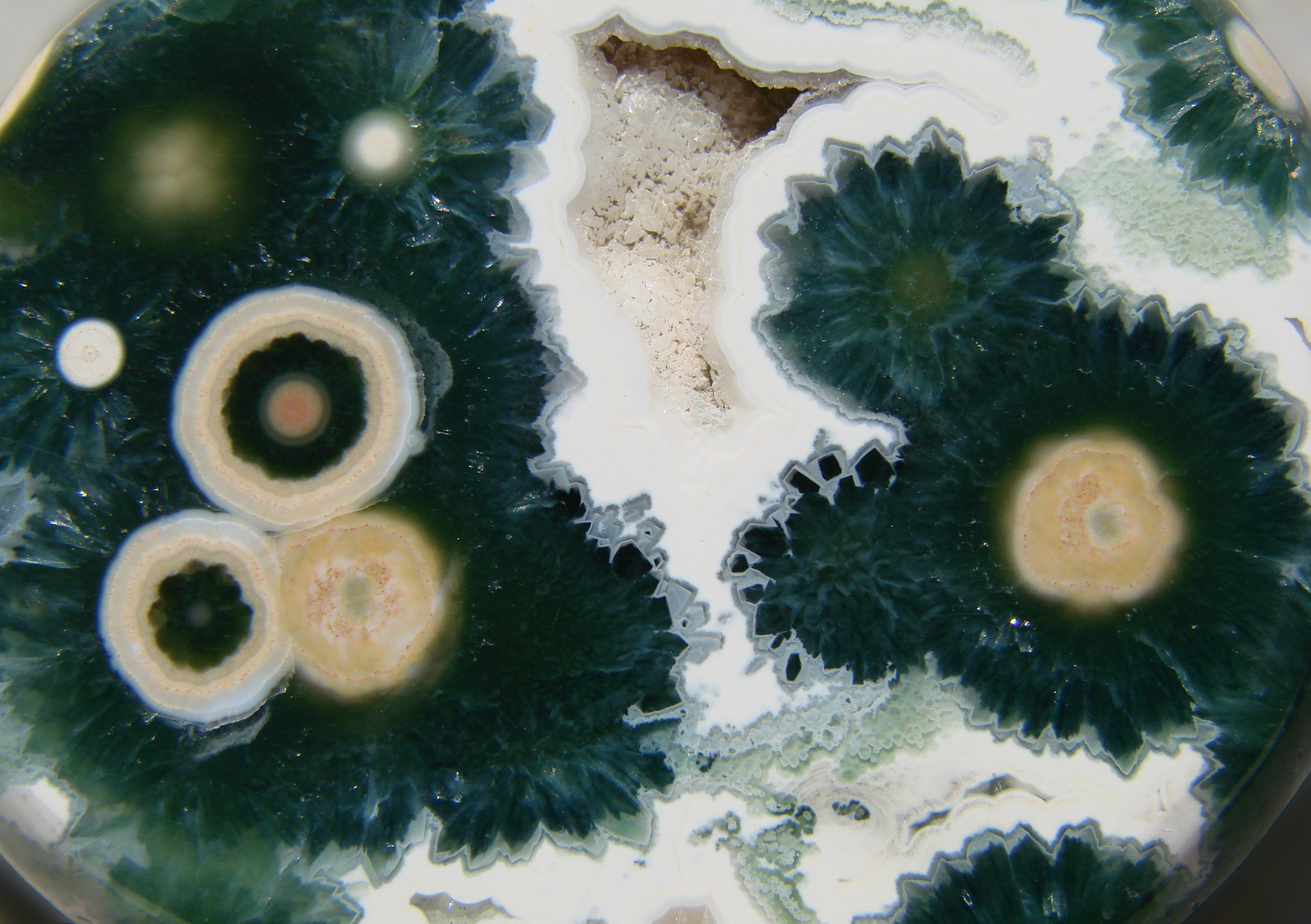
Jaspe (Madagascar)
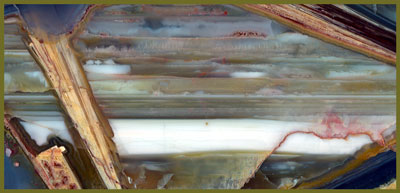
Agate (Russie)
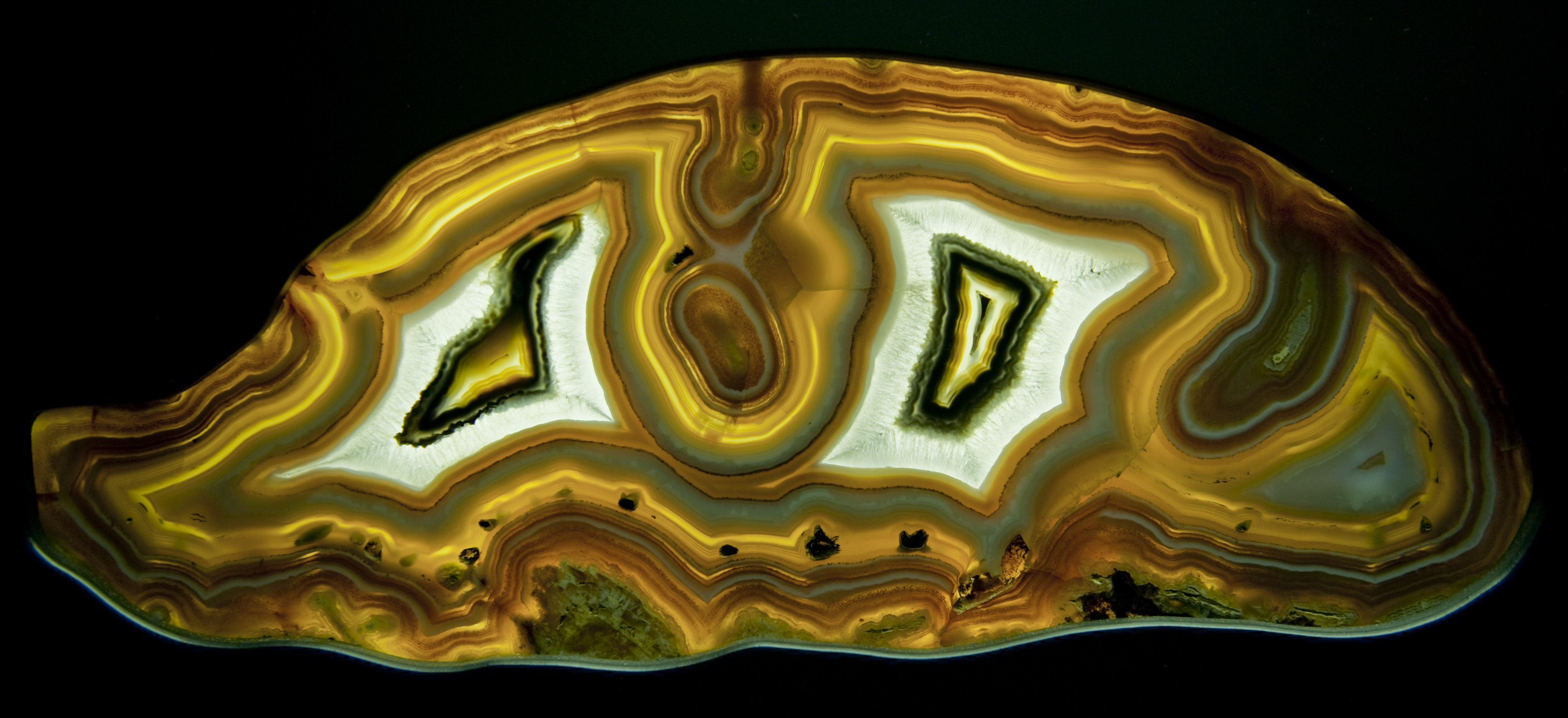
Agate (Brésil)
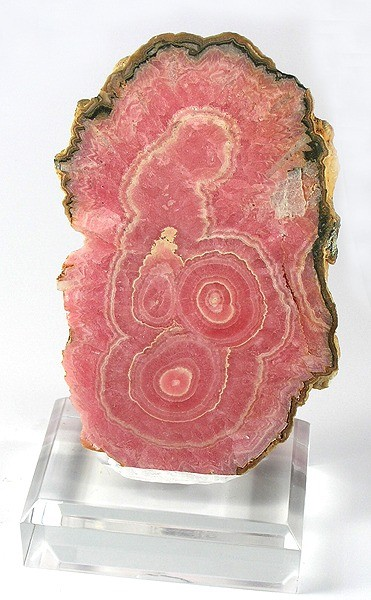
Rhodochrosite (Argentine)

## Grèsde l'Utah(États-Unis)

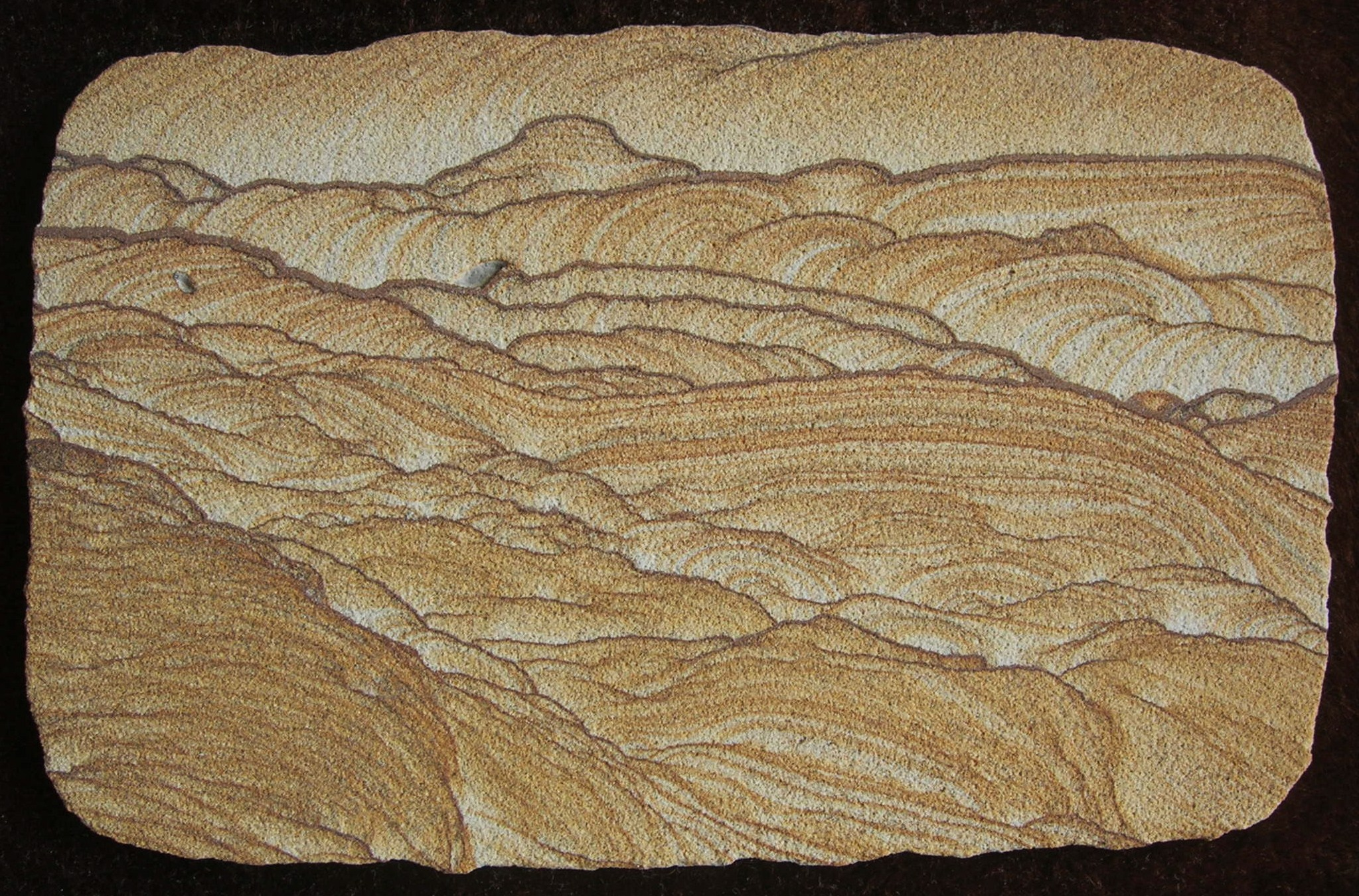
Grès de Kanab, Utah

Évoquant des paysages de dunes, les grès de l'Utah constituent d'autres pierres à images, que ne mentionne pas Roger Caillois. Elles sont formées par le vent et l'eau avec le sable, des minéraux, l'oxyde de fer.

## Dendrites
Les dendrites sont des pseudo-fossiles. Les arborisations sont produites par l'eau chargée d'oxyde de fer (couleur brune) ou de manganèse (couleur noire) s'infiltrant dans les failles du calcaire. La cristallisation produit des images de branchages ou de forêts.
En Chine les familles riches se transmettaient de génération en génération des boules de cristal de roche à l'intérieur desquelles on pouvait voir une tige de bambou ou une branche de prunier. Pour Caillois « il ne s'agit assurément que de dendrites de manganèse, qui présentent en effet l'apparence de délicats feuillages »; « extrêmement rares dans le quartz », « ils se détachent dans son épaisseur transparente avec une particulière netteté ».

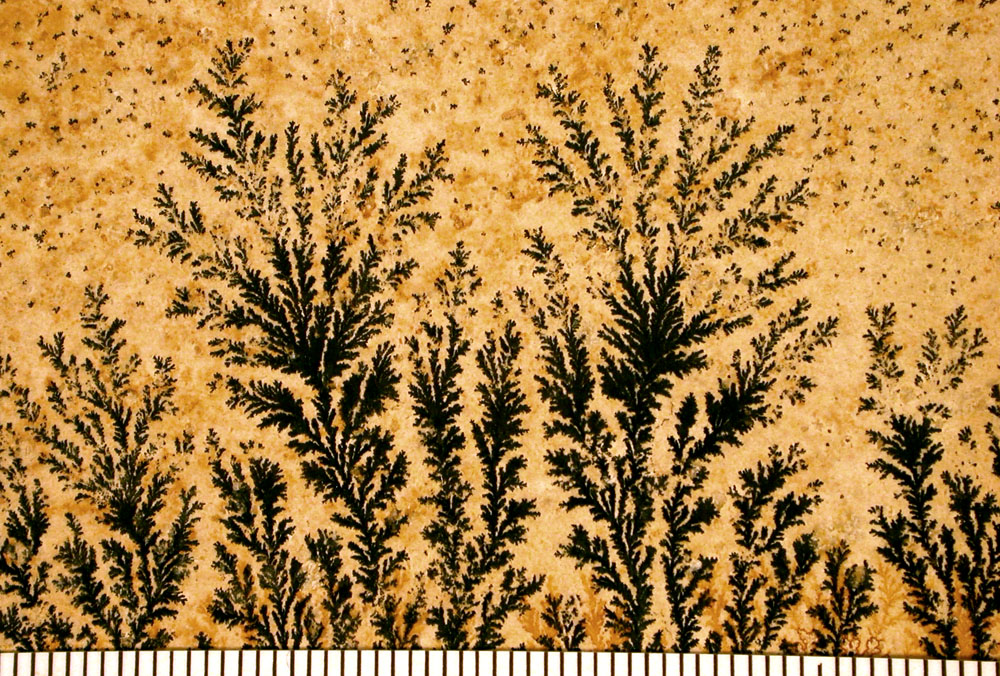
Dendrite (Allemagne)
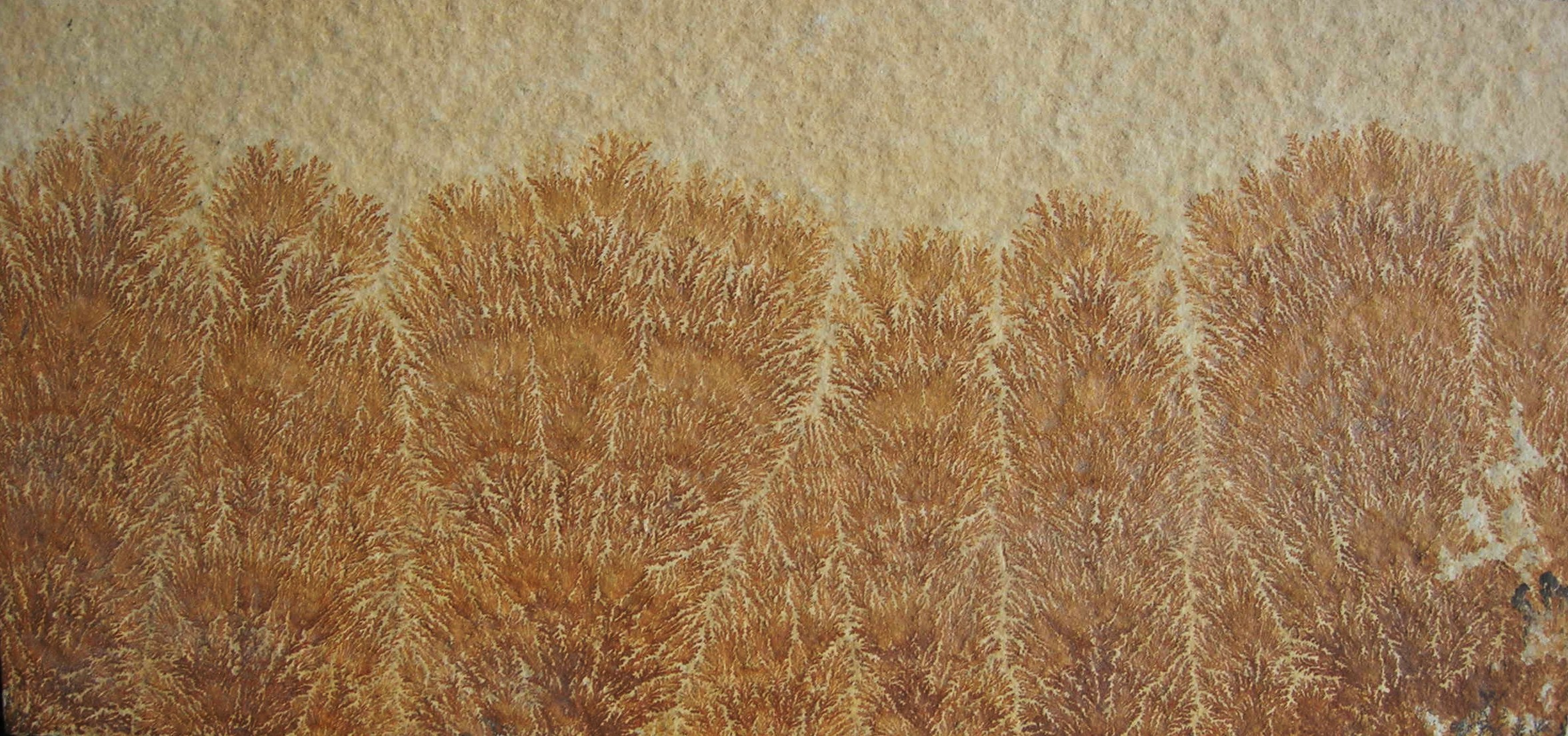
Dendrite, Solnhofen (Bavière)
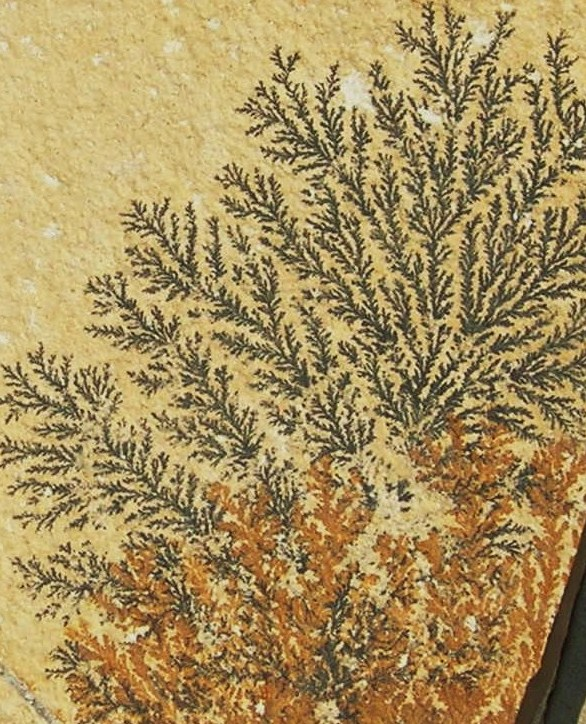
Dendrite, Mamoussia (Grèce)

## Silex

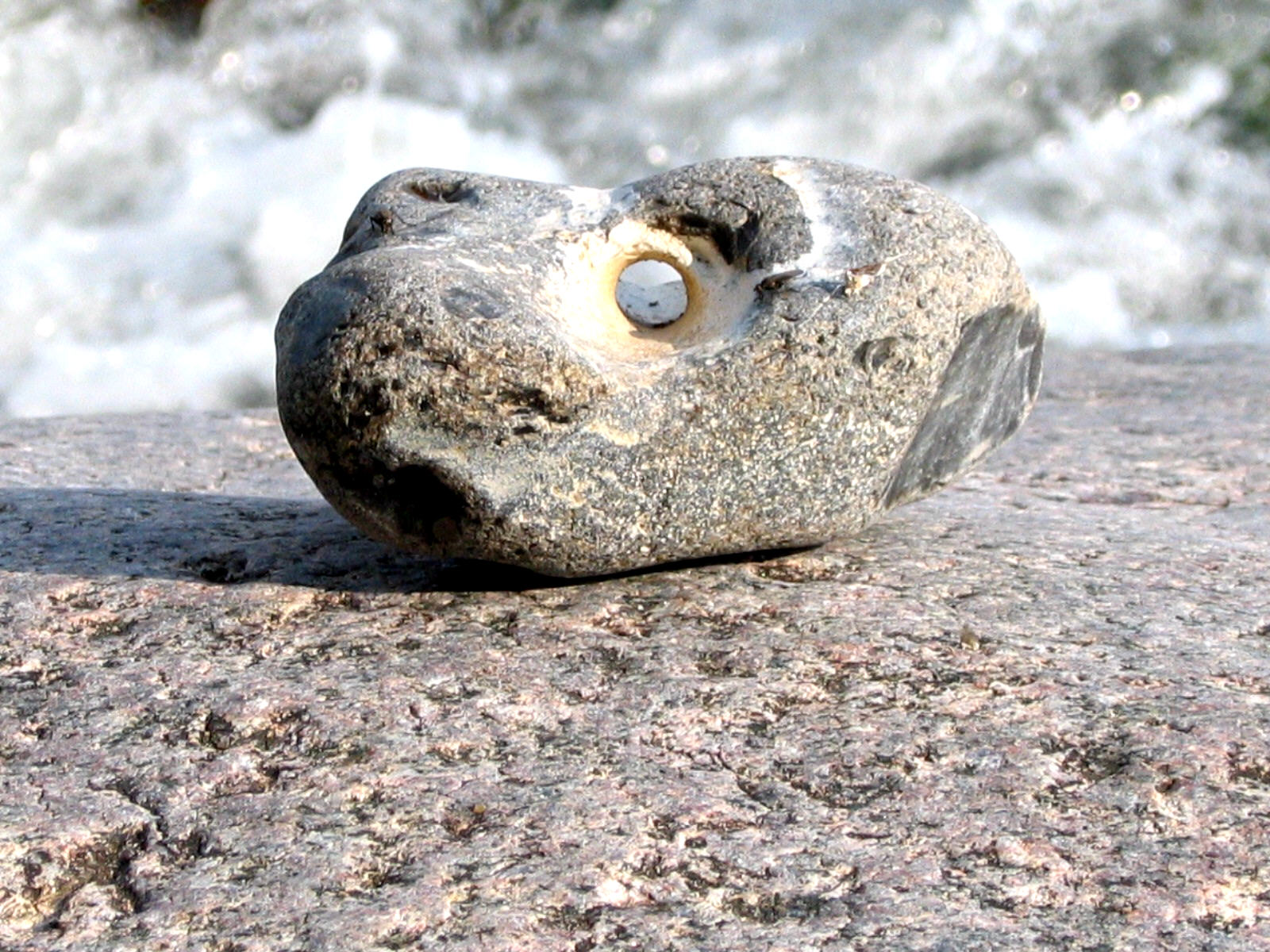
Silex

En 1905 Jules-Antoine Lecompte, adepte de spiritisme, publie à Paris une plaquette, Les Gamahés et leurs origines dans laquelle il classe les nombreuses scènes qu'il découvre dans les silex. André Breton l'évoque dans Langue des pierres, attribuant aux pierres qu'il ramasse lui-même au bord du Lot « une position clé entre le caprice de la nature et l'œuvre d'art ».

## Musées
- Paris, Muséum national d'histoire naturelle
- Florence, Museo dell'Opificio delle Pietre Dure
- Mortagne-sur-Sèvre (Vendée), Musée du Mange Cailloux